# Gingerman Raceway
O Gingerman Raceway é um autódromo localizado em South Haven, estado de Michigan, nos Estados Unidos, o circuito foi inaugurado em 1996 e possui um traçado de 3.56 km.